# Região Turística Vale do Aporé
 Estância Turística Vale do Aporé Sul-Mato-Grossense  é a denominação dada pela indústria do Turismo á região noroeste do estado de Mato Grosso do Sul, que abrange 5 municípios: Água Clara, Cassilândia, Chapadão do Sul, Inocência e Paranaíba. É uma das 10 regiões turísticas oficiais deste estado.
Nos últimos anos, os municípios pertencentes ao Vale do Aporé se organizaram para que a área recebesse sinalização turística por parte do Ministério da Integração Nacional. Também tem havido vários cursos profissionalizantes e de aperfeiçoamento para trabalhadores da indústria do turismo, além de esforços para a estruturação e comercialização dos roteiros turísticos da região.

## Território
Possui limites com as Regiões Turísticas da Costa Leste e Rota Norte

## Segmentos
Contempla os mais diversos seguimentos do turismo: Ecoturismo, turismo rural, turismo científico, turismo de esportes, turismo tecnológico, turismo de aventura e turismo de contemplação além dos inúmeros eventos em nível regional e estadual que são promovidos nestas cidades.

## Atrativos
Com suas peculiaridades históricas e culturais, apresentam um grande potencial para visitação turística.

### Negócios e Eventos
As feiras agropecuárias, as festas de peão de boiadeiro, festas religiosas, festas tradicionais e muitos outros eventos do gênero, proporcionam a evolução dos mercados turísticos, entretenimento e de artesanato, consolidando a região, contribuindo e fortalecendo a inserção social, econômica e cultural das comunidades da região.

### Gastronomia
Na gastronomia destaca-se a quenga e a galinhada com gueirova. No artesanato o macramê, artesanato de cordas e gamelas indígenas

## Municípios
As cidades são hospitaleiras, tranqüilas e aconchegantes que recebem seus visitantes de braços abertos para diversão e lazer com suas animadas festas populares e comidas típicas o ano todo. São elas:
 Água Clara
Água Clara é um município com 14.429 habitantes localizado a apenas 179 km da capital, cujas principais áreas de eventos são as Praças Felipe Rodrigues Ribeiro e a Liliane Izaías além do Centro Cultural Água Clara e do Salão Paroquial. Os principais eventos realizados são as comemorações do aniversário da cidade, no mês de fevereiro, a Queima do Alho, também em fevereiro, além do já tradicional Clarafolia, que é a comemoração pública do carnaval.
 Cassilândia
Cassilândia possui uma população de 20.932 habitantes e se localiza a cerca de 430 km da capital do Estado. Porém, encontra-se relativamente próximo à grandes centros populacionais como Goiânia (480 km), Brasília (750 km), São José do Rio Preto - SP (380 km) e Cuiabá (900 km).
A cidade é riquíssima também de atrativos naturais, tanto para contemplação como prática de esportes radicais e ecoturismo. Com destaque o Balneário do Salto (tombada por lei como Patrimônio Histórico Cultural e Paisagístico do Município), Cachoeira de Indaiá do Sul, Cachoeira do Boa Vista, Cachoeira do Ermínio Toledo, Cachoeira do João Marinho, Cachoeira do Orlando Bonini e a Cachoeira do Senhor Anderson.
A cidade é dotada de diversos pontos para realização de eventos culturais como Praça São José, Praça São Joaquim, Parque Elza Vendrame e Ponte Velha de Madeira.
Os principais eventos que ocorrem anualmente são o Cassifolia, Festa do Peão de Boiadeiro, Boiacross, o Réveillon popular, além dos já consolidados eventos realizados por lojas de serviços, como o Encontro de Motociclismo (Moto Fest) e a Festa do Queijo e Vinho.
 Chapadão do Sul
Município que fica há 331 km da capital do Estado, tem 19.654 habitantes e é considerado o município com maior desenvolvimento tecnológico na produção agrícola, por isso, tornou-se um importante pólo do turismo tecnológico no Estado. É um município bastante novo, formado pela abertura das novas fronteiras agrícolas na década de 70, com sua população constituída principalmente por gaúchos e paranaenses, é detentor de uma das maiores rendas per capita de Mato Grosso do Sul e as fazendas foram transformadas em verdadeiras empresas de produção agrícola e de desenvolvimento de tecnologia. A cidade chama atenção, também, pela riquíssima arquitetura moderna e arrojada, com construções de casas em alto estilo que torna a cidade uma das mais belas da região nordeste do Estado e da Região do Vale do Aporé.
Entre os locais de realização de eventos destacam-se o Centro de Tradições Gaúchas, Centro de Lazer Comunitário, Praça de Eventos e Praça 23 de Outubro. Chapadão do Sul conta ainda com um inusitado museu onde estão as primeiras máquinas utilizadas na construção da cidade e os aviões utilizados pelo seu fundador para trazer os imigrantes do sul do pais. Os eventos de maior repercussão realizados nesta cidade são o Chapadão Folia, Tecnoagro, Festa do Galeto, Baile da Cuca, Chope e Lingüiça, Cavalgada de Chapadão do Sul, Exposul, Festa do Folclore, Semana Farroupilha, Aniversário da Cidade e o Baile do Havaí.
 Inocência
Este município é constituído de uma população de 7.872 habitantes e se localiza à aproximadamente 320 km da capital do Estado. A história desta pequena cidade está narrada no conto de Visconde de Taunay, o romance Inocência, que foi traduzido para diversos idiomas e conhecido no mundo todo.
As principais áreas para evento são: o Ginásio de Esportes e o recinto da Festa do Peão. Os principais eventos que ocorrem na cidade são as comemorações do aniversário da cidade e a Festa do Peão de Inocência.
 Paranaíba
Município que se encontra à cerca de 400 km da capital e com uma população de 40.174 habitantes, Paranaíba localiza-se estrategicamente numa região de integração das economias do Brasil (Mato Grosso do Sul, São Paulo, Minas Gerais e Goiás) situação que começa a ser explorada mais intensivamente com a construção do gasoduto e o fortalecimento das relações comerciais dentro do Mercosul.
Possui uma vasta agenda de eventos, dos quais, o consolidados e já tradicionais se destacam a Carnaíba e a exposição agropecuária. Entre os eventos a consolidar, encontra-se ainda o carnaval temporão, o festival da pesca do tucunaré, campeonato de jet ski, motocross, trilha de motos Festrilha e corrida da independência.

## Infraestrutura

### Transporte
Possui grande facilidade de acesso pelas rodovias BR-060, BR-158, MS-229 e também pela GO-178. Insere-se também dentro do raio de influência do eixo Leste-Oeste,basicamente determinado pela rota traçada pelo gasoduto no trecho Corumbá-Campo Grande-Três Lagoas.
Está ao lado do eixo aquaviário leste,formando pelo Rio Paraná,rota de ligação fluvial com o Mercosul. É também o ponto de partida do eixo ferroviário Nordeste, que corta um para Costa Rica, unindo-se e integrando-se aos demais Estados do Centro-Oeste e outras regiões. Este feito pela ALL, que segue a linha da Ferronorte.
A região possui ainda um aeroporto situado em Paranaíba que será reformado com recursos do Ministério do Turismo para funcionar em breve.

### Hospedagem
A rede hoteleira é composta por variados tipos de hotéis.

### Saúde
Todas as cidades contam com hospitais públicos municipais.

### Segurança
O Vale do Aporé é atendido por delegacias da polícia civil e militar.

### Comércio
O Vale do Aporé é atendido principalmente por supermercados e lojas de conveniências.

### Sistema bancário
Várias agências privadas e públicas, com destaque o Banco do Brasil e Caixa Econômica Federal

### Comunicações
A região é atendida pelas quatro operadoras de telefonia celular: Oi, Tim, Claro e Vivo